# リンブルフ州 (ベルギー)
リンブルフ州（Limburg (オランダ語: Limburg, 発音: [ˈlɪmbʏr(ə)x] ( 音声ファイル); リンブルフ語: Limburg リンブルフ語: Wes-Limburg フランス語: Limbourg, 発音: [lɛ̃buʁ] ( 音声ファイル))）は、ベルギーのフランデレン地域の東部に位置する州。州都はハッセルト。北側から時計回りにオランダとリエージュ、フラームス＝ブラバント、アントウェルペンの各州と境界を接する。オランダとの国境をマース川が流れる。
オランダ南部のリンブルフ州とはもともと単一の地域であり、1839年にネーデルラント連合王国のリンブルフ州から西部が分離、ベルギーに併合されて現在の州域が確立した。

## 行政区
州内は3つの行政区で構成され、基礎自治体の総数は44。
- ハッセルト行政区
- マーセイク行政区
- トンヘーレン行政区